# Les Irréductibles (film)
Pour l’article homonyme, voir Les Irréductibles.
Pour plus de détails, voir Fiche technique et Distribution.
Les Irréductibles est un film français réalisé par Renaud Bertrand, sorti en 2006.

## Synopsis
Michel et Gérard sont deux ouvriers dans une usine qui ferme. Leurs recherches d'emplois s'avérant infructueuses, ils décident de passer le baccalauréat pour décrocher un travail. Cela ne va pas sans difficulté…

## Fiche technique
- Titre : Les Irréductibles
- Réalisation : Renaud Bertrand
- Scénario : Marc Herpoux, Dominique Mérillon et Sébastien Thibaudeau
- Production : Géraldine Ioos-Combelles et Laurent Thiry
- Photographie : Marc Koninckx
- Son : Jean Casanova et Pascal Després
- Montage : Laurence Bawedin
- Décors : Jacques Houdin
- Costumes : Alain Foucher
- Pays d'origine :  France
- Format : couleur
- Genre : comédie dramatique
- Durée : 105 minutes
- Date de sortie : 14 juin 2006

## Distribution
- Jacques Gamblin : Michel
- Kad Merad : Gérard
- Anne Brochet : Claire Deschamps
- Rufus : Edmond
- Valérie Kaprisky : Laurence
- Hélène Vincent : Jane
- Édouard Collin : Philippe
- Stéphanie Sokolinski : Lucie
- Sacha Briquet : Le maire
- Violaine Barret : L'examinatrice de l'oral
- Philippe Bas : Le banquier
- Jacques Bouanich : L'entraîneur de rugby
- Dominique Frot : La prof de philo
- Lucien Jean-Baptiste : Le prof de physique
- Niels Dubost : Le prof de maths
- Marc Rioufol : Le proviseur
- Catherine Hosmalin : Micheline
- Valérie Vogt : La jeune femme au restaurant
- Raphaël Krepser : Louis
- Christine Paolini : Madame Lacaze

## Tournage
Le film a été tourné : 
- En Gironde  à Libourne